# Håkon Opdal
Håkon André Eikemo Opdal (født 11. juni 1982 i Odda) er en professionel fodboldspiller fra Norge der spiller som målmand. Han har siden januar 2013 været på kontrakt med IK Start fra Kristiansand.
Han fik debut for Norges fodboldlandshold i november 2006.

## Klubber

### SK Brann
Opdal blev født i Odda i den sydvestlige del af landet. Han begyndte at spille fodbold i den lokale klub Odda FK, og skiftede i 2000 til Tippeliga-klubben SK Brann fra Bergen. I 2001, da Brann solgte Magnus Kihlstedt til F.C. København, blev Opdal en fast del af Branns førstehold som reserve for Ivar Rønningen.
Han debuterede for Brann i en pokalkamp mod FK Ørn-Horten, og han spillede for første gang i Tippeligaen i 2002, da han i sæsonens sidste kamp blev indskiftet mod Rosenborg BK. I 2003 fik Håkon Opdal flere kampe for Brann, da Rønningen blev skadet. Fra sæsonen 2004 blev Opdal førstevalg på målmandsposten, og han var blandt andet med til at vinde den norske pokalturnering. I turneringens 4. runde scorede Opdal på det afgørende straffespark, da SK Brann vandt over FK Bodø/Glimt efter straffesparkskonkurrence.
I januar 2007 valgte Opdal og SK Brann at forlænge kontrakten med fem år, så den var gældende til udgangen af 2011. Dette skete efter at han var blevet kåret til årets spiller i klubben i 2006. I 2006 og 2007 vandt han Kniksenprisen som bedste målmand i norsk fodbold. Fra starten af 2007 blev han førstevalg på landsholdet, og om efteråret blev han norsk mester med SK Brann.
Opdal var fra starten af sæsonen 2011 SK Branns førstevalg på målmandsposten, men mistede den efter få kampe til polske Piotr Leciejewski. Derfor valgte han efter kontraktudløb i slutningen af året, at forlade klubben.

### SønderjyskE
I midten af april 2012 tog Opdal til én uges prøvetræning i den danske superligaklub SønderjyskE. Her spillede han to kampe for klubbens hold i Reserveholdsturneringen. Dette skete efter at klubbens to målmænd Nathan Coe og Arnar Pétursson ikke forventede at blive i klubben efter at sæsonen 2011-12 var forbi. Den 8. juni 2012 offentliggjorde klubben, at man havde underskrevet en ét-årig kontrakt Håkon Opdal, der dermed skulle konkurrere med Kenneth Stenild om pladsen i målet.
Opdal debuterede for SønderjyskE i superligakampen den 14. juli på Haderslev Fodboldstadion mod Randers FC, hvor han var med til at vinde 6-1. I november 2012 blev Opdal enig med SønderjyskE i at ophæve kontrakten, efter at han kun havde spillet et halvt år i klubben. Dette var resultatet af at Opdal havde stået usikkert og lukket mange mål ind for klubben, og han blev derfor i de fleste kampe erstattet af SønderjyskE's reservekeeper Kenneth Stenild. Opdal nåede at spille 13 kampe for SønderjyskE.

## Landshold
Håkon Opdal debuterede 15. november 2006 for Norges fodboldlandshold i en venskabskamp mod Serbien. Forinden havde han i maj samme år af landstræner Åge Hareide også været udtaget til en kamp mod Sydkorea, men uden at komme på banen.
Han var den 24. juli 2012 registreret for 12 landskampe for nationalmandskabet.